# اتفاقية التجارة الحرة بين كندا والولايات المتحدة
اتفاقية التجارة الحرة بين كندا والولايات المتحدة هي اتفاقية تجارية ثنائية توصل إليها المفاوضون في كندا والولايات المتحدة في 4 أكتوبر 1987، ووقعها قادة البلدين في 2 يناير 1988. ألغت الاتفاقية تدريجيًا مجموعة واسعة من القيود التجارية على مراحل، على مدار فترة عشر سنوات، وأدت إلى زيادة كبيرة في التجارة عبر الحدود كتحسين للاتفاقية التجارية الأخيرة المُستبدلة. مع إضافة المكسيك في عام 1994، حلت اتفاقية التجارة الحرة بين كندا والولايات المتحدة محل اتفاقية التجارة الحرة لأمريكا الشمالية.
بحسب ما ورد في الاتفاقية، كانت الأغراض الرئيسية لاتفاقية التجارة الحرة بين كندا والولايات المتحدة هي:
- إزالة الحواجز أمام تجارة السلع والخدمات بين كندا والولايات المتحدة.
- تسهيل ظروف المنافسة العادلة داخل منطقة التجارة الحرة التي أنشأتها الاتفاقية.
- تحرير شروط الاستثمار بشكل كبير داخل منطقة التجارة الحرة.
- وضع إجراءات فعالة للإدارة المشتركة للاتفاقية وحل النزاعات.
- وضع الأساس لمزيد من التعاون الثنائي والمتعدد الأطراف لتوسيع وتعزيز فوائد الاتفاقية.[3]

## نبذة تاريخية

### خلفية
ابتداءً من عام 1855، عندما كانت كندا تحت السيطرة البريطانية، طُبقت التجارة الحرة بين مستعمرات أمريكا الشمالية البريطانية والولايات المتحدة بموجب معاهدة المعاملة بالمثل. في عام 1866، أي قبل عام من إنشاء الاتحاد الكندي، صوت كونغرس الولايات المتحدة لصالح إلغاء المعاهدة. حاول أول رئيس وزراء لكندا، جون إيه. ماكدونالد، إعادة المعاملة بالمثل وفشل، وبعد ذلك انتقلت حكومة كندا إلى سياسة أكثر حمائية، السياسة الوطنية. تزايدت المخاوف بين العديد من السياسيين من أن العلاقات الاقتصادية الوثيقة مع الولايات المتحدة قد تؤدي إلى الضم السياسي.
كان الحزب الليبرالي الكندي يدعم تقليديًا التجارة الحرة. كانت التجارة الحرة في المنتجات الطبيعية قضية مركزية في الانتخابات الفيدرالية الكندية عام 1911. استخدم حزب المحافظين بحملته الانتخابية خطاب مناهض لأمريكا، وخسر الليبراليون الانتخابات. لم ترتفع قضية التجارة الحرة إلى هذا المستوى من الأهمية الوطنية في كندا مرة أخرى لعدة عقود.
منذ عام 1935 وحتى عام 1980، دخلت الدولتان في عدد من الاتفاقيات التجارية الثنائية التي خفضت التعريفات الجمركية بشكل كبير في كلا البلدين. كانت أهم هذه الاتفاقيات هي اتفاقية تجارة منتجات السيارات في الستينيات من القرن العشرين (المعروفة أيضًا باسم ميثاق السيارات).
بعد التوقيع على ميثاق السيارات، نظرت الحكومة الكندية في اقتراح اتفاقيات التجارة الحرة في قطاعات أخرى من الاقتصاد. لكن حكومة الولايات المتحدة كانت أقل تقبلًا لهذه الفكرة، وفي الواقع، أرادت الإلغاء التدريجي لبعض الضمانات الواردة في الميثاق. تحول الاهتمام الكندي إلى مسألة اتفاقية التجارة الحرة الأوسع بين البلدين.
خلال العقدين التاليين، درس عدد من الأكاديميين الاقتصاديين آثار اتفاقية التجارة الحرة بين البلدين. خلص العديد منهم -رونالد ووناكوت، وبول ووناكوت، وريتشارد جاي. هاريس، وديفيد كوكس- إلى أن الناتج المحلي الإجمالي الحقيقي الكندي سيزداد بشكل كبير إذا أزيلت التعريفات الجمركية الأمريكية والكندية والحواجز التجارية الأخرى وبالتالي يمكن للصناعة الكندية الإنتاج على نطاق أوسع وأكثر كفاءة. من بين الاقتصاديين الآخرين المؤيدين للتجارة الحرة جون والي من جامعة ويسترن أونتاريو وريتشارد ليبسي من معهد سي. دي. هاو.
أعرب آخرون عن قلقهم من أن التجارة الحرة سيكون لها آثار سلبية، خوفًا من هروب رأس المال وانعدام الأمن الوظيفي بسبب الاستعانة بمصادر خارجية دولية، وكذلك من أن العلاقات الاقتصادية الأوثق مع «العملاق إلى الجنوب» قد تخاطر بتآكل السيادة الكندية. كان من بين المعارضين ميل واتكينز من جامعة تورنتو وديفيد كرين من تورنتو ستار، إحدى الصحف الكندية الرائدة.